# Aérospatiale Alouette III
Az Aérospatiale Alouette III (magyarul pacsirta) egy egyhajtóműves könnyű szállító helikopter, melyet a Sud Aviation fejlesztett ki. Gyártását Franciaországban az Aérospatiale, licenc alatt Indiában a Hindustan Aeronautics Limited, Romániában az Industria Aeronautică Română végezte.
Az Alouette III az Alouette II utódja, nagyobb és több ülőhellyel rendelkezik.

## Fejlesztés
Az Alouette II megbízhatósága és az eladások sikere arra buzdította a Sud Aviationt, hogy elindítsa a gép továbbfejlesztését. A nagyobb teherbírás és teljesítmény elérésének érdekében elengedhetetlen volt, hogy erősebb gázturbinát építsenek be, javítsák a gép aerodinamikai tulajdonságait, és ezzel egyidejűleg új felszereléssel lássák el a helikoptert. Az eredetileg SE 3160 típusjellel ellátott prototípus Alouette III elődjénél nagyobb és zártabb fülkét kapott, amely a pilótán kívül hat utast és azok felszerelését, illetve a pilótát és hattagú fegyveres osztagot volt képes szállítani. Mentőgépként két hordágyat és két ülni képes sebesültet vagy mentőorvost lehetett elhelyezni a pilóta mögött, vagy miután a hat ülést könnyedén eltávolították, a gépet teherszállításra is használhatták (ilyenkor a legfeljebb 750 kilogrammig terhelhető külső függesztő szerkezet is működhetett).
A prototípus 1959. február 28-án repült először, és 1961-ben készültek a sorozatban gyártott első gépek. Az indiai Hindustan Aeronautics Limited (HAL) társasággal kötött licencszerződés tárgya az eredeti sorozatgyártású, hazai és exportpiacra szánt SA 316A helikopter lett. További fejlesztés eredményeként jött létre az SA 316B típusjelű változat, mely 1968. június 27-én szállt fel először, és amelybe Turboméca Artouste IIIB gázturbinát építettek be. A gép továbbfejlesztett fő- és farokrotor-meghajtást kapott, nagyobb lett a teherbírása is. A HAL által gyártott verziót Chetak néven rendszeresítették az indiai légierőnél. Az Artouste-hajtóműves Alouette III utolsó változata az SA 316C volt, amelyből csak néhányat építettek, Artouste IIID gázturbinával. Az SA 316B-t a Svájci Szövetségi Repülőgépgyár is gyártotta licencszerződés alapján, a romániai ICA-Brașov pedig egészen 1989-ig készítette ezt a típust. A román verziót, amelyből 230 darab épült, IAR 316B típusjelzéssel látták el. Ennek alapján készült az IAR 317 Airfox csatahelikopter.
Az SA 316B-t kitűnő adottságainak köszönhetően kétüléses katonai változatában, különböző fegyverzettel kiegészítve sokféle célra hasznosították, alkalmassá tették könnyű támadó szerepre és tengeralattjáró elleni feladatok teljesítésére is. Akárcsak az Alouette II esetében, egy verzió itt is Turboméca Astazou gázturbinát kapott - ez lett a 649 kW (870 LE) teljesítményű Astazou XIV-gyel szerelt SA 319B Alouette III. Az Aérospatiale minden verziót figyelembe véve összesen 1453 Alouette III-ast épített.

## Megrendelő és üzemeltető országok
- Máltai Hadsereg Légiezrede[1]
- Portugál Légierő[2]

## Változatok
- SA 316A – Az első sorozatban gyártott változat. Eredeti jelölése az SE 3160.
- SA 316B – Meghajtásáról egy 425 kW (570 LE) teljesítményű Turboméca Artouste IIIB gázturbina gondoskodott, fő- és farokrotorját megerősítették. Licenc alapján gyártották Indiában és Romániában.
- HAL Chetak – Az SA 316B Indiában gyártott változata.
- IAR 316 – Az SA 316B Romániában gyártott változata.
- SA 319B – Az SA 316B továbbfejlesztett változata, melyet egy 649 kW (870 LE) teljesítményű Turboméca Astazou XIV gázturbina hajtott.
- SA 316C – Turbomeca Artouste IIID gázturbinával felszerelt típus. Csak kis számban gyártották.
- G-Car és K-Car – A rodéziai légierő két különlegesen felszerelt Alouette III helikoptert vetett be gyors reagálású csapatai terroristaellenes akcióinak támogatására. A G-Car négytagú legénységet szállító gép két, oldalt felerősített Browning géppuskával, míg a K-Car egy 20 mm-es jobbra tüzelő Mauser gépágyút kapott.
- SA.3164 Alouette-Canon – 1964-ben módosított változat az orrban egy 20 mm-es gépágyúval, külső függesztési pontokon rakétákkal felszerelve. Mindössze egy prototípus készült.
- IAR 317 Airfox – Romániai csatahelikopter tervezet, amely az IAR 316-on alapszik. Csak három prototípust készítettek el.
- Atlas XH-1 Alpha – Egy kétüléses csatahelikopter tervezet. A Denel AH–2 Rooivalk fejlesztésénél használták.

## Műszaki adatok (SA 316B)

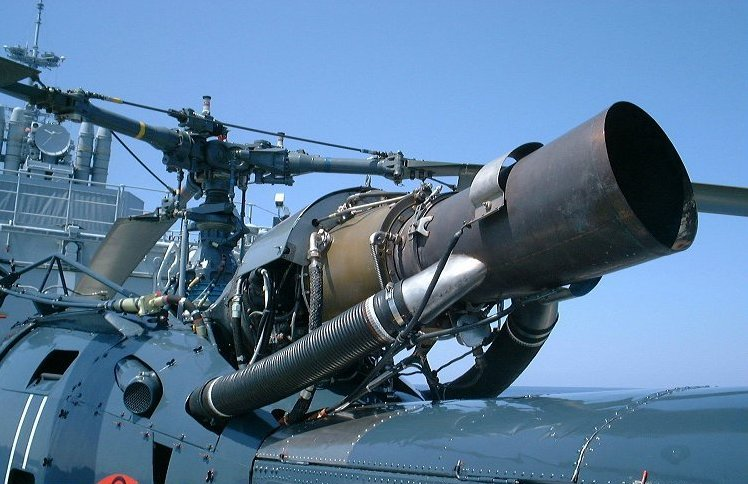
Az Alouette III gázturbinája közelről

### Geometriai méretek és tömegadatok
- Hossz: 10,03 m
- Rotorátmérő: 11,02 m
- Magasság: 3 m
- Forgásterület: 95,38 m²
- Üres tömeg: 1143 kg
- Maximális felszálló tömeg: 2200 kg

### Hajtóművek
- Hajtóművek száma: 1 darab
- Típusa: Turboméca Artouste IIIB gázturbina
- Teljesítmény: 649 kW (870 LE)

### Repülési jellemzők
- Maximális sebesség: 210 km/h
- Utazósebesség: 185 km/h
- Maximális hatótávolság: 540 km
- Szolgálati csúcsmagasság: 3200 m
- Emelkedési sebesség: 4,3 m/s

## Fordítás
- Ez a szócikk részben vagy egészben  az   Aérospatiale Alouette III című angol Wikipédia-szócikk ezen változatának fordításán alapul.  Az eredeti cikk szerkesztőit annak laptörténete sorolja fel. Ez a jelzés csupán a megfogalmazás eredetét és a szerzői jogokat jelzi, nem szolgál a cikkben szereplő információk forrásmegjelöléseként.

### Kapcsolódó fejlesztés
- Aérospatiale Alouette II
- Aérospatiale SA 315B Lama